# کشته‌پین
کُشته‌پین جماعت و شهرکی در کشور تاجیکستان است که در ناحیهٔ رودکی ناحیه‌های تابع جمهوری قرار دارد. جمعیت این جماعت ۱۹۲۳۲ است.